# Тиридат II
Тиридат II — царь Парфии, правил в 32/31 — 30 и 26 — 25 годах до н. э. Узурпатор. Трудно сказать что-либо определённое по отношению его к династии Аршакидов. Судя по некоторому упоминанию у Вергилия, Тиридат II и Фраат IV могли быть братьями.
Обстоятельства и последовательность событий, связанных с Тиридатом, не совсем ясны, так как письменные источники (Дион Кассий и Юстин) сообщают лишь об одной узурпации, но данные нумизматики позволяют предполагать две или даже три. Дополнительную неясность вносит то, что Дион Кассий не всегда излагает события в хронологическом порядке, предпочитая группировать их по сюжету, а для Юстина путаница и ошибки вообще характерны.
Юстин рассказывает, что парфянский царь Фраат IV, после своей победы над Марком Антонием, одержанной в 36 году до н. э., «стал ещё высокомернее и в делах правления стал проявлять чрезмерную жестокость». Его жестокое правление вызвало возмущение как парфянской знати, так и простого населения. Во главе недовольных встал некий Тиридат. Предполагают, что он был одним из военачальников, видимо, заслужившим популярность в войне с Антонием. На это может указывать одна сильно разрушенная греческая надпись из Суз. Обе стороны искали помощи у Октавиана, но он был слишком занят войной с Антонием, чтобы заниматься этим вопросом. Клеопатра и Антоний потерпели поражение в сражении при Акциуме в 31 году до н. э. и оба покончили с собой, чтобы не участвовать в триумфе Октавиана. Даже после своей победы Октавиан не спешил оказывать помощь ни одной из сторон, «а только говорил, что подумает над этим вопросом. Его оправданием было то, что он был занят Египтом, но на самом деле он хотел, чтобы они тем временем истощили себя, сражаясь друг с другом». В конце концов Фраат IV бежал на северо-восточную окраину Парфии, где заручился поддержкой среднеазиатских кочевых племён, названных у Юстина скифами. Вероятно, это были саки. Бегство Фраата IV на восточные окраины страны косвенно подтверждается отсутствием тетрадрахм Фраата, датированных 30/29 годом до н. э. Видимо, к этому же времени можно отнести у поминание Тиридата в одной из од Горация.
Из Египта Октавиан проследовал через Сирию в провинцию Азия, где провёл зиму 30/29 года до н. э. Примерно в это же время Фраат и его «скифские» союзники изгнали Тиридата из Парфии, и он бежал в Сирию. С собой Тиридад привёз младшего сына Фраата, которого охраняли так небрежно, что его удалось похитить. Возвративший себе престол Парфии Фраат, узнав об этом, немедленно отправил к Октавиану послов и потребовал выдачи раба своего Тиридата и своего сына. Октавиан, выслушав послов Фраата и ознакомившись с притязаниями Тиридата (а тот желал, чтобы его восстановили на царстве, обещая, что Парфия признает свою зависимость от Рима, если он, Тиридат, получит царство в дар от римлян), дал такой ответ: он ни Тиридата парфянам не выдаст, ни Тиридату не предоставит вспомогательных отрядов против парфян. Когда Октавиан отправился в Рим, сын Фраата и претендент Тиридат поехали вместе с ним. Они предстали перед Сенатом, который поручил Октавиану урегулировать это дело. Сын Фраата затем был отправлен к отцу при условии возвращения пленных и боевых знамён, взятых во время побед парфян над легионами Красса и Антония, но только в 20 году до н. э. римляне действительно получили их. Тиридату же было приказано выплачивать богатое содержание, пока он пожелает оставаться у римлян..
Весной 26 года до н. э., Тиридат, видимо, вновь сделал попытку овладеть престолом Парфии и двинулся от римской границы вниз по Евфрату, причём, если верить Исидору Харакскому, так быстро, что бежавший Фраат лишился своей казны, хранящейся на небольшом острове, расположенном недалеко к югу от Билеси Библада (Кал’ат Булак) и был вынужден убить своих наложниц, чтобы они не попали в руки Тиридата. Если в апреле 26 года до н. э. монеты чеканились от имени Фраата IV, то в мае этого же года чеканка монет производилась уже от имени Тиридата II. Возможно, именно тогда Тиридат выпустил монеты с необычной надписью ΦΙΛΟΡΩΜΑΙΟ («Друг римлян»), из чего можно сделать вывод, что какая-то римская помощь ему была предоставлена. По всей видимости, Тиридат правил очень недолго, так как в августе, сентябре и ноябре 26 года до н. э. монета уже чеканилась от имени Фраата. Видно, что Селевкия, а следовательно и её монетный двор неоднократно переходили из рук в руки борющихся претендентов. Тиридат же, если доверять сообщению Юстина, вновь сбежал со многими своими приверженцами к Октавиану, который находился тогда в Испании, где его войска в 27 или 26 годах до н. э. завершали покорение племён северо-западной части Пиренейского полуострова.
В марте 25 года до н. э. Тиридат вновь чеканил монеты на монетном дворе в Селевкии. Однако к маю Фраат полностью овладел ситуацией и уже выпускал там же свои монеты, и с тех пор о Тиридате ничего более не известно.
На основании текста надписи на могильном камне, найденного в Сполато: «Гай Юлий, Тиридата сын, декурион Парфянской алы, двадцати шести лет, римлянин, покоится здесь» предполагается, что у Тиридата был сын, который в конечном итоге стал римским гражданином под именем Гай Юлий и который погиб на войне в должности командующего парфянским ауксилиарным подразделением.